# Synpalamides rubrophalaris
Synpalamides rubrophalaris is een vlinder uit de familie Castniidae. De wetenschappelijke naam van de soort is, als Castnia rubrophalaris, voor het eerst geldig gepubliceerd in 1917 door Constant Vincent Houlbert.
De soort komt voor in het Neotropisch gebied in Brazilië en Venezuela.

## Synoniemen
- Castnia gorgonia Raymundo, 1932
- Castnia allyni J.Y.Miller, 1976